# Oprah Winfrey
Oprah Gail Winfrey, född 29 januari 1954 i Kosciusko, Mississippi, är en amerikansk pratshowvärd, skådespelare, filmproducent, författare och filantrop.

## Biografi

### TV
Winfrey ledde mellan 1986 och 2011 en egen mycket framgångsrik pratshow, The Oprah Winfrey Show. Programmet, som producerades av hennes produktionsbolag Harpo och sändes från Chicago, sågs av över 20 miljoner tittare i USA och visades i mer än 100 länder. 
Ett stort antal filmstjärnor, kungligheter, politiker och andra kända personer lät sig intervjuas av Winfrey, såsom Barbra Streisand, Ellen DeGeneres, Gene Simmons, George W. Bush, Barack Obama, Madonna, Prince, Michael Jackson, Donald Trump, John F. Kennedy Jr., Muhammad Ali, Hillary Clinton, Lady Gaga med flera. I Sverige visades programmet på Kanal 5 och TV3.

### Övrig media
Oprah Winfrey har ett eget månadsmagasin (O – The Oprah Magazine), en välgörenhetsverksamhet (Oprah’s Angel Network) och en egen bokklubb (Oprah’s Books). 
Winfrey nominerades till en Oscar för bästa biroll i filmen Purpurfärgen (1985). Hennes produktionsbolag, Harpo Productions (härlett ur namnet "Oprah" baklänges) har producerat TV-program som Dr. Phil, Rachael Ray och även ett flertal filmer.

### Privatliv
Winfrey växte upp i delstaten Mississippi. Sedan 1986 lever hon tillsammans med Stedman Graham.
Den amerikanska ekonomitidskriften Forbes rankade Winfrey till att vara världens 1 082:a rikaste med en förmögenhet på 2,6 miljarder amerikanska dollar för den 23 november 2020.

## Filmografi i urval
- 1985 – Purpurfärgen (roll)
- 1997 – Om kvinnor hade vingar (TV-film; roll och produktion)
- 1998 – Älskade (roll och produktion)
- 2006 – Min vän Charlotte (röstroll)
- 2007 – Ocean's Thirteen (roll)
- 2007 – Bee Movie (röstroll)
- 2007 – The Great Debaters (produktion)
- 2009 – Prinsessan och grodan (röstroll)
- 2009 – Precious (produktion)
- 2013 – The Butler (roll)
- 2014 – 100 steg från Bombay till Paris (produktion)
- 2014 – Selma (roll och produktion)
- 2024 – Six Triple Eight